# 蒋挺
蒋挺，义兴阳羡（今江苏宜兴）人，唐朝官员。高宗朝宰相高智周是其外祖父。
其祖父蒋子慎与高智周是同乡好友，嫁女与其父蒋绘。蒋挺进士出身，开元初年起，历任监察御史、主爵郎中、司封郎中、国子司业，开元十二年由国子司业迁任湖州刺史。后任延州刺史。后追赠扬州大都督。

## 子女

### 子
- 长子 蒋洌，字清源。尚书左丞、汝阳县开国侯。[1]
- 次子 蒋湲[2]
- 次子 蒋洽[3]
- 季子 蒋涣，检校礼部尚书、东都留守。